# Волюметр
Волю́метр, волюменометр, (рос. волюметр, волюменометр, англ. volumeter, нім. Volumenometer n, Volumenmesser m) — прилад для визначення об'єму матеріалу, якщо не можна визначити його, занурюючи цей матеріал у воду. 
Застосовується при об'ємному аналізі речовин.
Волюмометр — прилад для визначення вмісту твердої або рідкої речовини, що ґрунтується на вимірюванні об'єму газу, який виділяється під час реакції. Волюмометр складається з посудини, в якій відбувається реакція, і мірної бюретки, з'єднаної одним кінцем з реакційною посудиною, а другим через гумовий шланг із вимірювальною трубкою. Бюретка, шланг і вимірювальна трубка заповнені ртуттю або якоюсь рідиною, що не розчиняє газ і не реагує з ним. Волюмометри призначені для кількісного визначення азотної і азотистої кислот, амонію в його солях, діоксиду вуглецю в карбонатах та ін. За допомогою удосконаленого газоволюмометра можна, не приводячи об'єму газу до нормальних умов, з досить великою точністю і швидкістю отримувати результати аналізу.